# Big Wave Bay
Big Wave Bay (kinesiska: 大浪灣, 大浪湾) är en vik i Hongkong (Kina). Den ligger i den centrala delen av Hongkong.